# 11月19日 (旧暦)
旧暦11月19日は旧暦11月の19日目である。六曜は大安である。

## できごと
- 正慶4年/建武2年（ユリウス暦1336年1月2日） - 新田義貞らが足利尊氏追討の為、京都を出発
- 永禄9年（ユリウス暦1566年12月30日） - 毛利元就が富田月山城の尼子義久を下す。尼子氏が滅亡
- 寛政元年（グレゴリオ暦1790年1月4日） - 谷風梶之助が初の横綱土俵入り儀式の免許を受ける

## 誕生日
- 元和9年（グレゴリオ暦1624年1月9日） - 明正天皇、109代天皇（+ 1696年）

## 忌日
- 文政10年（グレゴリオ暦1828年1月5日） - 小林一茶、俳諧師（* 1763年）